# 김혜숙 (철학자)
김혜숙(金惠淑, 1954년 6월 24일~)은 대한민국의 철학자이다. 1987년부터 이화여자대학교의 철학과 교수로 재직했으며, 2017년에 제16대 이화여자대학교 총장으로 선출됐다.